# Classroom Crisis
Classroom Crisis (Japonés: クラスルーム☆クライシス Romanizado: Kurasurūmu Kuraishisu) es una serie animada transmitida por televisión japonesa el 3 de julio de 2015, concluyendo el 25 de septiembre del mismo año. Este anime fue dirigido por Kenji Nagasaki y sus personajes fueron diseñados por Hiro Kanzaki. La serie fue animada por el estudio Lay-duce y producido por CC PROJECT. En América fue distribuido por Aniplex.

## Sinopsis
Classroom☆Crisis es una comedia romántica de ciencia ficción que se sitúa en un futuro medianamente cercano, donde un grupo de estudiantes internos de preparatoria y empleados del departamento de avances tecnológicos "A-Tec." marca el rumbo de la tecnología aeroespacial de la mega corporación japonesa "Kirishina". La trama se desarrolla cuando la misteriosa jerarquía familiar dentro de la empresa decide cerrar el departamento "A-Tec." colocando a Nagisa Kiryu como nuevo director del equipo, encargado de supervisar los cambios pertinentes, a lo que el líder y maestro de la clase, Kaito Sera, responde con iniciativas para evadir los obstáculos que se les presenten y demostrar antes de su clausura la capacidad de sus alumnos. A esto se le suman dramas y misterios, escenas de velocidad y acción, amores, rivalidades, alianzas, traiciones, corrupción y un gran misterio que envuelve las dos ramas familiares fundadoras de la empresa.

## Contenido de la obra

### Anime
Producida por CC PROJECT bajo la dirección de Kenji Nagasaki. Los personajes fueron diseñados por Hiro Kankaki y animados por el estudio Lay-duce. El anime consta de 13 episodios que fueron emitidos en televisión japonesa a partir del 3 de julio de 2015, para concluir su emisión el 25 de septiembre de 2015.
El tema de apertura se titula Cobalt (コバルト) interpretado por Trysail y el tema de cierre se titula Anemone (アネモネ) interpretado por el dúo de idols ClariS.

### OVA
Una vídeo animación original fue publicada el 23 de diciembre de 2015 bajo el nombre en su posible traducción al español "La vergüenza detrás del viaje", siendo este el episodio número 5.5 en formato DVD y Blu-ray incluido en el volumen 3 por edición limitada.